# Джон Лігоне
Джон (Жан Луї) Лігоньє, 1-й граф Лігоньє (англ. John (Jean Louis) Ligonier, 1st Earl Ligonier; 7 листопада 1680, Кастр, Франція — 28 квітня 1770, Кобем (передмістя Лондона), графство Суррей, Велика Британія) — британський воєначальник французького походження, фельдмаршал (30 листопада 1757).
Народився в сім'ї гугенотів на півдні Франції, разом з батьками в кінці XVII століття емігрував в Англію. Зробив блискучу кар'єру воєначальника, пізніше став активним прихильником уряду Пітта-Ньюкасла (1757–1762), який знаходився при владі у Великій Британії під час Семирічної війни 1756–1763.
Зведений Георгом II в лицарі-командори ордена Лазні після блискучої перемоги об'єднаної армії «Прагматичної санкції» над французами в битві при Деттінгені (27 червня 1743 року. У програній битві при Фонтенуа (11 травня 1745 року) Лігоньє командував британською піхотою і був радником Вільяму Августу, герцогові Камберлендському — головнокомандувачу армією «Прагматичної санкції».
Під час якобітського повстання був відкликаний до Англії і очолив британські війська, але в січні 1746 року був відправлений в Нідерланди, де очолив британські та союзницькі війська, розташовані в Історичних Нідерландах. Брав участь в програній «Прагматиками» битві при Рокурі (11 жовтня 1746) і як начальник британської кавалерії — в битві при Лауфельді (1 липня 1747), де очолив останню кавалерійську атаку. Під час атаки його кінь був вбитий і він потрапив у полон до французів, але через кілька днів був звільнений.

## Життєпис

### Ранні роки
Джон Лігоньє народився 17 жовтня або 7 листопада 1680 року в Кастрі, поблизу Тулузи, Франція, у сім'ї Луї де Лігоньє, сеньйор де Монкюке (1640—1693) і його дружини Луїз дю Понсе (нар. 1652). Лігоньє були гугенотською землевласницькою родиною, яка осіла в Кастрі принаймні з шістнадцятого століття. Джон Лігоньє був другим сином в сім'ї. Шестеро дітей Луї де Лігоньє та Луїз дю Понсе дожили до повноліття, а троє стали офіцерами британської армії. Після скасування Нантського едикту, королівського указу, який надавав французьким гугенотам певні права, в 1685 році кілька протестантських родичів Лігоньє втекли з Франції і знайшли притулок у нідерландських Об'єднаних провінціях, Швейцарії та Британії; принаймні один з них поступив на службу до гугенотського полку, створеного та відправленого до Ірландії англійським королем Вільгельмом III у 1689 році.
Відповідно до Рабо, початкову освіту Лігоньє отримав у замку Монкюке, володільцем якого був його батько. Зокрема, Рабо писав, що у замку Лігоньє «отримав свої перші уроки, включаючи уроки військової науки та гімнастики». Відповідно до Вітворта, у Лігоньє був тьютор, а також, можливо, Лігоньє їздив до Швейцарії, щоб отримати «ґрунтовну кальвіністську освіту».
Умови та точний час, коли Лігоньє покинув Францію залишаються невідомими. Пізніше Лігоньє писав своєму брату, що він волів би нічого не казати про свої дії між 1696 та 1698 роками. Відповідно до Рабо Лігоньє покинув дім у вересні 1698 року, і, мандруючи під псевдонімом Ланоз, з Парижу поїхав до Утрехту, де приєднався до свого брата Антуана, а також дядька з материнського боку та кузена. Водночас відповідно до Гіткоута, у 1697 році Лігоньє поїхав до Ірландії, щоб приєднатись до свого дядька, який був офіцером в одному з гугенотських полків короля Вільгельма ІІІ.  Вітворт писав, що шлях, яким Лігоньє покидав Францію, а також тривалість його подорожі, залишаються невідомим. Відповідно до Вітворта, Лігоньє прибув до Утрехта до свого дядька, а також рідного брата, у вересні 1698 року. З Утрехту Лігоньє написав матері у Францію, що збирався зі своїм кузеном до Ірландії. Відповідно до Вуда, Лігоньє покинув Францію у 1698 році та через Утрехт та Англію потрапив до Ірландії.

### Початок військової кар'єри
Дані про початок військової кар'єри Лігоньє різняться. Рабо писав, що Лігоньє поступив на службу англійського полку в Ірландії у 1699 році. Відповідно до Вітворта та Вуда, 22 лютого 1702 року Лігоньє, на підставі Акту Парламенту, став підданим Англії, і після цього, став волонтером британських сил, відправлених до Нідерландів, під командуванням Джона Каттса, під час війни за іспанську спадщину.